# Tejo de Santa Coloma

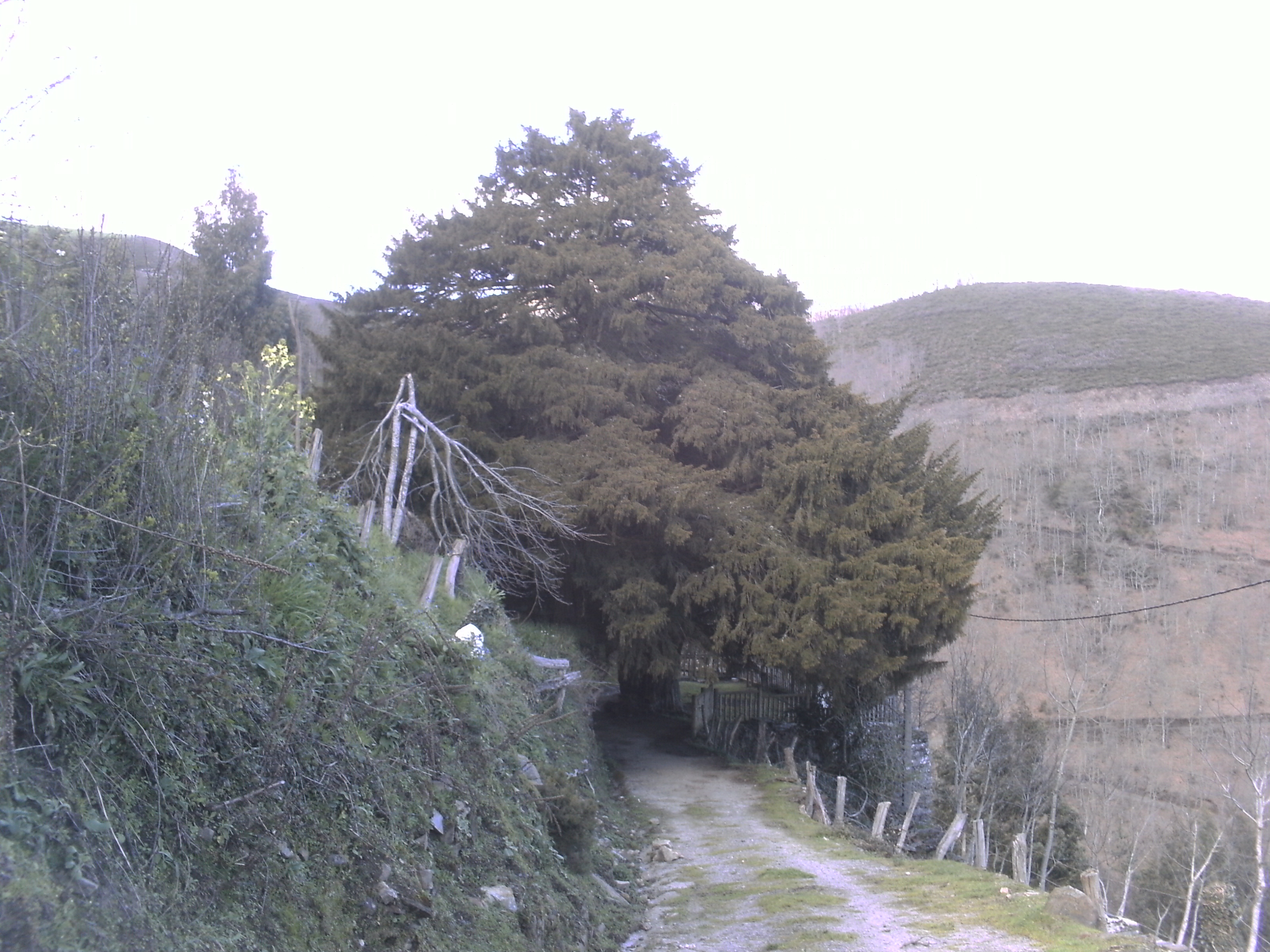
Tejo de Santa Coloma (Allande).

El tejo de Santa Coloma es un árbol perteneciente a la especie Taxus baccata que se encuentra en la localidad de Santa Coloma (concejo de Allande, Asturias), junto a la iglesia parroquial de 1785 edificada sobre otra del siglo XIV. Se cree que en la antigüedad, el árbol era objeto de veneración, lo cual llevaría a la Iglesia católica a edificar junto a dicho árbol. Se supone que es un árbol milenario y se cree que puede ser el más longevo de Asturias. [cita requerida]
Sus dimensiones son de 14.5 metros de altura, 12 de envergadura y 6 de perímetro. Este tejo milenario fue declarado monumento natural el 27 de abril de 1995 por lo que está protegido e incluido en el plan de ordenación de los recursos naturales de Asturias (PORNA). 